# Doften
Doften är en sjö i Heby kommun i Uppland och ingår i Dalälvens huvudavrinningsområde. Sjön har en area på 0,199 kvadratkilometer och ligger 58 meter över havet. Sjön är rik på fisk. Här finns gädda, abborre och vitfisk. Under sommaren och hösten blockerar dock en stor mängd näckrosor möjligheten till fiske. En grävd kanal går numera från Doften till en mindre, konstgjord sjö, kallad Lillsjön - som ligger mellan Olsbo och Lövlund - vid landsvägen mellan byarna Jugansbo och Enåker.
Den 19 augusti 2021 fångades en gädda på 7,4 kilo i sjön, vilket torde vara någon form av gäddrekord för spinnfiske i Doften, åtminstone i modern tid. Fångstmannen heter Alexander Hellberg och hör hemma i Lövlund.

## Delavrinningsområde
Doften ingår i det delavrinningsområde (665706-155334) som SMHI kallar för Mynnar i Hallaren. Medelhöjden är 65 meter över havet och ytan är 8,67 kvadratkilometer. Räknas de 4 avrinningsområdena uppströms in blir den ackumulerade arean 44,11 kvadratkilometer. Vattendraget som avvattnar avrinningsområdet har biflödesordning 3, vilket innebär att vattnet flödar genom totalt 3 vattendrag innan det når havet efter 105 kilometer. Avrinningsområdet består mestadels av skog (60 procent) och jordbruk (21 procent). Avrinningsområdet har 0,2 kvadratkilometer vattenytor vilket ger det en sjöprocent på 2,3 procent.